# 단대동
단대동(丹垈洞)은 대한민국 성남시 수정구의 법정동이다.

## 개요
단대동의 동명 유래는 ‘탄리’에서 남한산성으로 가려면 고개를 하나 넘어야 했는데 그 고개의 흙이 붉은 데서 ‘단대동’이라 하였다 하나 조선조 때 이미 사용되었던 지명이다. 조선시대에 광주군 세촌면 단대동이었던 것이 1914년 행정구역 통폐합시 은행정·논골·금광리를 병합하여 `단대리`라 하고 광주군 중부면에 편입되었으며, 1971년 7월 1일 광주군 성남출 장소 단대지소 관할이 되었다. 1973년 성남시의 승격에 따라 논골, 금광리 지역등을 단대동으로 개칭하고 으능쟁이는 은행동으로 편입되었으며, 단대동은 다시 1976년 10월 지금의 중앙로(단대천)를 경계로 북쪽의 단 대1동과 남쪽의 단대2동으로 분동 되었고, 단대2동은 1980년 9월 중원구 광명로를 경계로 단대2·3동으로 분동되어 운 영되다가 1989년 5월 금광1·2동으로 개칭되어 현재 중원구에 편입되어 있다. 단대1동은 1983년 10월 1일 지금의 단대공원 정상을 경계로 남쪽의 단대1동과 북쪽의 단대4 동으로 다시 분동 되었다가 1989년 5월 1일 수정구의 편제에 따라 단대1동은 단대동으로 단대4동은 산성동으로 명칭이 변경되어 현재에 이르고 있다.

## 아파트
| 단지명          | 건설사                                 | 시행사                          | 주소 | 입주 | 비고 |
| --------------- | -------------------------------------- | ------------------------------- | ---- | ---- | ---- |
| 산성역 헤리스톤 | 대우건설 지에스건설 에스케이에코플랜트 | 산성구역 주택재개발정비사업조합 |      |      |      |

## 교육
- 혜은학교
- 단대초등학교
- 성남서중학교
- 성남문원중학교
- 상원여자중학교
- 성보경영고등학교

## 교통
- ● 수도권 전철 8호선
  - 남한산성입구역
  - 단대오거리역